# ゲルダ・ヴィンクルバウアー
ゲルダ・ヴィンクルバウアー（ Gerda Winklbauer 1955年11月20日-) は、オーストリア出身の柔道選手。現役時代は56kg級の選手。

## 人物
ヨーロッパ選手権などで何度も優勝を飾るなど、1970年代半ばから56kg級のトップレベルの選手として活躍していた。1980年にニューヨークで初開催された女子の世界選手権ではオーストリアが3つの金メダルを獲得したが、そのうちの1人として、56kg級の初代チャンピオンになった。1983年にはオーストリアのスポーツ界における年間最優秀女子選手にも選ばれた。1984年の世界選手権では3位だった。また、柔道で活躍する一方でスポーツ医学にも取り組んで、1994年以降はシュトッケラウで医者として勤務している。

## 主な戦績
52kg級での戦績
- 1974年 - ヨーロッパ選手権(公開競技)　3位
- 1975年 - ドイツ国際　3位
- 1975年 - ヨーロッパ選手権　3位
- 1976年 - ドイツ国際　優勝
- 1976年 - ヨーロッパ選手権　2位

56kg級での戦績
- 1977年 - イギリス国際　3位
- 1978年 - ドイツ国際　優勝
- 1978年 - ヨーロッパ選手権　優勝
- 1978年 - イギリス国際　優勝
- 1979年 - ドイツ国際　優勝
- 1979年 - ヨーロッパ選手権　優勝
- 1979年 - イギリス国際　優勝
- 1980年 - ドイツ国際　2位
- 1980年 - ヨーロッパ選手権　優勝
- 1980年 - 世界選手権　優勝
- 1980年 - オーストリア国際　優勝
- 1981年 - ドイツ国際　優勝
- 1981年 - ヨーロッパ選手権　2位
- 1982年 - ヨーロッパ選手権　3位
- 1982年 - イギリス国際　2位
- 1983年 - ドイツ国際　3位
- 1983年 - ヨーロッパ選手権　優勝
- 1983年 - イギリス国際　3位
- 1983年 - 福岡国際　3位
- 1984年 - ドイツ国際　2位
- 1984年 - ヨーロッパ選手権　2位
- 1984年 - オーストリア国際　2位
- 1984年 - 世界選手権　3位
- 1984年 - 福岡国際　2位
- 1985年 - ヨーロッパ選手権　2位
- 1985年 - オーストリア国際　2位
- 1985年 - 福岡国際　2位
- 1986年 - イギリス国際　3位
- 1987年 - オーストリア国際　2位